# Lynwood (Illinois)
Lynwood é uma aldeia localizada no estado americano de Illinois, no Condado de Cook.

## Demografia
Segundo o censo americano de 2000, a sua população era de 7377 habitantes.
Em 2006, foi estimada uma população de 7864, um aumento de 487 (6.6%).

## Geografia
De acordo com o United States Census Bureau tem uma área de 13,0 km², dos quais 12,8 km² cobertos por terra e 0,2 km² cobertos por água.

## Localidades na vizinhança
O diagrama seguinte representa as localidades num raio de 8 km ao redor de Lynwood.